# Svenska Varv
Svenska Varv AB était une société appartenant à l'État suédois, fondée en 1977, créée dans le but de démanteler l'industrie navale suédoise dans les années 1970 et 1980. Le groupe était composé initialement des sociétés Götaverken, Uddevallavarvet et Karlskronavarvet, suivies un peu plus tard par Eriksberg, Finnboda, Kockums, Karlskronavarvet et Öresundsvarvet. En 1987, Svenska Varv prend le nom de Celsius AB et devient un entrepreneur spécialisé dans le domaine de la défense après que l'ensemble des chantiers de construction navale civile aient été fermés. En 1991, Celsius AB fusionne avec Förenade Fabriksverken, producteur national de munitions et Bofors.
Celsius AB est introduit en bourse en 1993, l'État suédois en gardant une participation minoritaire. En 1999, le groupe est racheté par Saab AB.